# 中沢和子
中沢和子（中澤和子、なかざわ かずこ、1927年- ）は、日本の幼児教育学者。

## 来歴
東京生まれ。1953年東京大学理学部植物学科卒、1958年同大学院修了、理学博士（藤田和子）。幼稚園勤務ののち、結婚・育児のかたわら、東洋英和女学院短期大学講師、助教授、教授、上越教育大学教授。1992年定年退官、川村学園女子大学教授を務めた。

## 著書
- 『幼児の科学教育』国土社, 1972
- 『たね いんげんのたね』(フレーベルの科学えほん 指導, 鶴田修 絵. フレーベル館, 1976.4
- 『イメージの誕生 0歳からの行動観察』(NHKブックス 日本放送出版協会, 1979.10
- 『3・さん・みっつ』(幼児のちえを育てる絵本) 富田百秋 え. 小学館, 1980.3
- 『ひとつちがう』(幼児のちえを育てる絵本 富田百秋 え. 小学館, 1980.9
- 『幼児の数と量の教育』国土社, 1981.3
- 『おおきなかず』(幼児のちえを育てる絵本) 富田百秋 え. 小学館, 1981.6
- 『すこしたくさん かずを知る絵本』(幼児のちえを育てる絵本) 奥田怜子 え. 小学館, 1982.2
- 『教育は何をのこしたか』(国土社の教育選書 1987.12
- 『子どもと環境』(新保育内容シリーズ) 萌文書林, 1990.4

### 共編著
- 『文字と数は教えるべきか 討論幼児教育』横地清、多湖輝、塩川寿平、塚越恒爾共著. 日本放送出版協会, 1978.4
- 『新保育内容講座 第3巻  自然』平井信義共責任編集 光生館, 1983.9
- 『保育内容・環境』(新保育内容シリーズ) 小川博久共編著, 岩城操,中垣洋一,細野英夫,戸田瑞穂,永野泉著. 建帛社, 1989.4